# Anastasija Poļuhoviča
Anastasija Poļuhoviča (* 6. März 2005) ist eine lettische Fußballspielerin. Seit Januar 2022 steht die Mittelstürmerin bei SFK Rīga unter Vertrag. Seit 2022 ist sie zudem lettische Nationalspielerin.

## Karriere

### Vereine
Poļuhoviča begann ihre Karriere bei Rīgas FS. 2022 wechselte sie zu SFK Rīga. Mit diesem Verein wurde sie 2022 und 2023 lettischer Meister.

### Nationalmannschaft
Poļuhoviča absolvierte einige Spiele für lettische Nachwuchsmannschaften. Ihr Debüt in der lettischen A-Nationalmannschaft gab sie am 24. Juni 2022 bei einem 1:0-Sieg gegen Luxemburg. Am 9. Oktober 2022 erzielte sie bei der 1:2-Niederlage gegen Litauen ihr erstes Länderspieltor. Für ein größeres Turnier konnte sie sich mit Lettland bislang nicht qualifizieren. Einzig am Baltic Cup 2022 und 2024 nahm sie teil, wobei 2022 der vierte Platz erreicht werden konnte.